# 안득호이

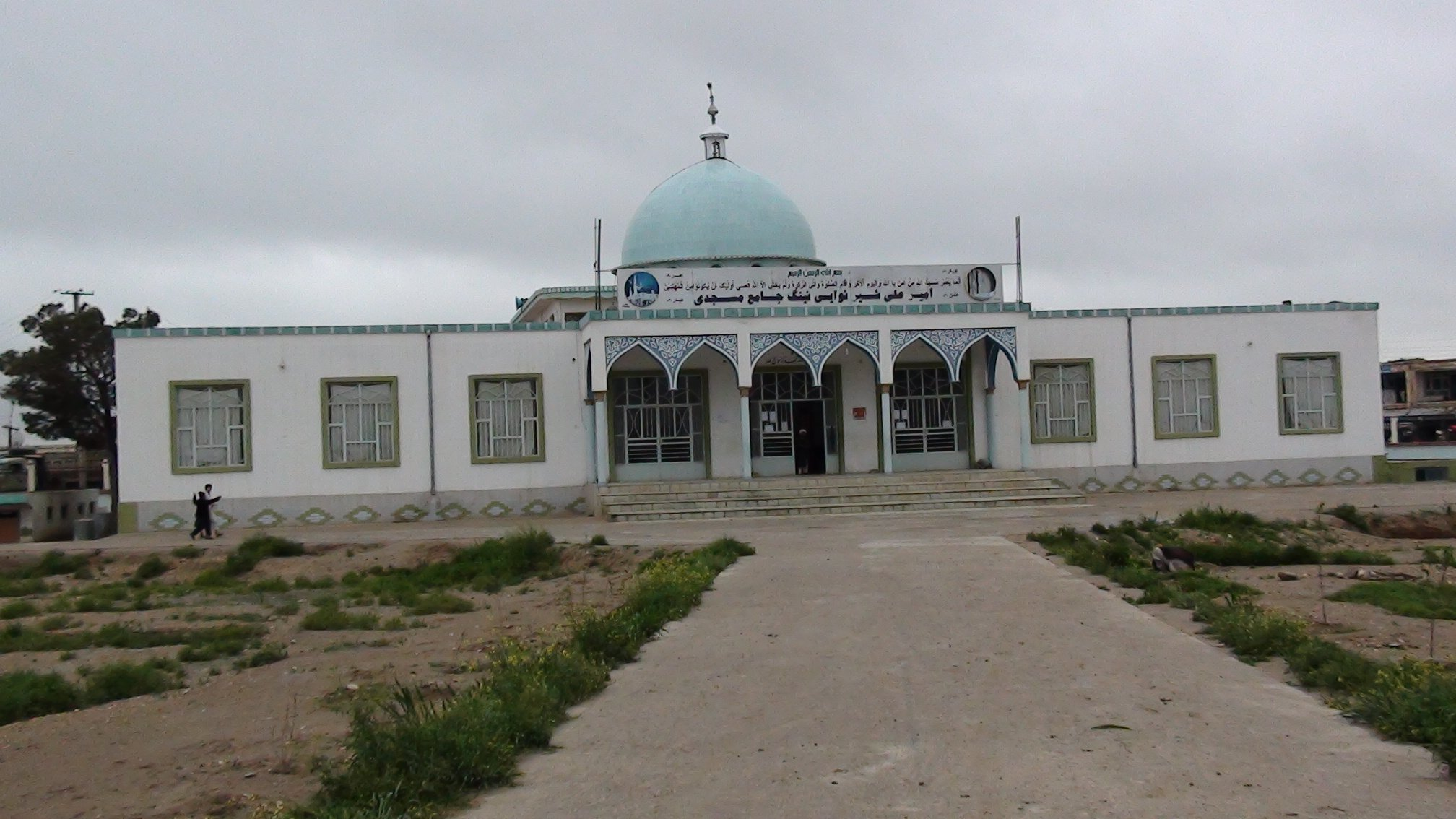

안득호이(또는 안득휘)는 북 아프가니스탄의 도시로 해발 고도는 316 m이다. 도시의 인구는 37,100 (2004)명이며 파르야브주의 북부에 위치한다. 서부와 북부 경계는 투르크메니스탄과 접경한다.

## 개요
도시는 알렉산더 대왕이 창건하였다고 하는데 파로파미수스와 옥수스강 사이에 위치한다. 그곳은 발크 서쪽 100m 거리의 투르크메니스탄 사막의 가장자리에 있다. 칸의 영토는 러시아의 경계선위의 아프가니스탄의 최북단으로 중요하다. 1820년 그것은 부하라에 속하였지만 그해 마흐부드 간이 그곳을 4개월간 포위하고 질풍처럼 접수한 후 폐허만을 남겼다. 완전한 파괴로부터 자신을 보전하기 위해 칸은 아프간의 군대로 귀순하였다. 안득휘가 위치한 곳은 비옥하지만 속담에 나올 정도로 건강에 좋지 않다. 페르시아인들은 뜨거운 모래와 소금기 있는 물, 파리와 전갈 때문에 그곳을 지상의 지옥으로 설명하였다. 1885년 러시아 아프가니스탄 국경회의에 의해 구역은 아프가니스탄에 할당되었다. 안득호이의 혁신은 1959년 주로 동부에서 시작되었다. 사회 간접 자본, 인프라 구조의 원래 계획은 재조정되고 반감되었다. 추가의 개발을 위한 자산 소유자들이 그들의 땅을 팔기를 거부하였다. 결국 계획은 실패하고 인프라구조는 빈곤하게 남았다.